# Vale de Cuelgamuros

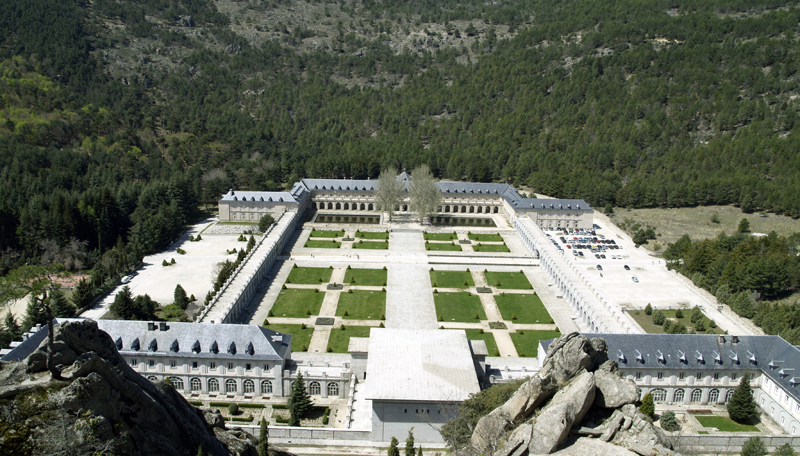
A abadia do Vale de Cuelgamuros.

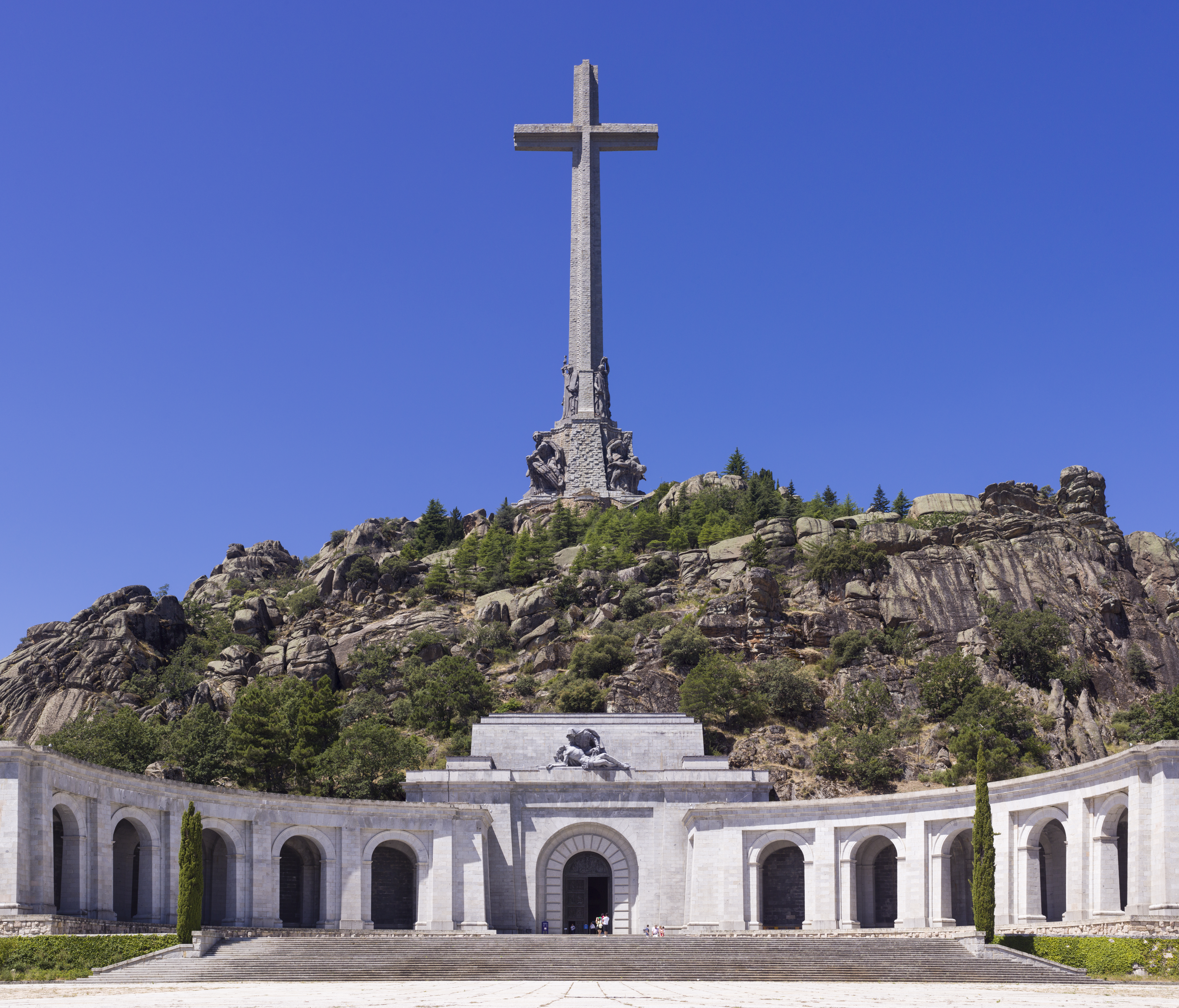
A cruz do Vale de Cuelgamuros.

O Vale de Cuelgamuros, anteriormente conhecido como Vale dos Caídos, é um memorial franquista monumental e basílica erguida entre 1940 e 1958, cerca de 40 km de Madrid, no município de San Lorenzo de El Escorial, em memória dos nacionalistas mortos na Guerra Civil Espanhola, de 1936-1939.

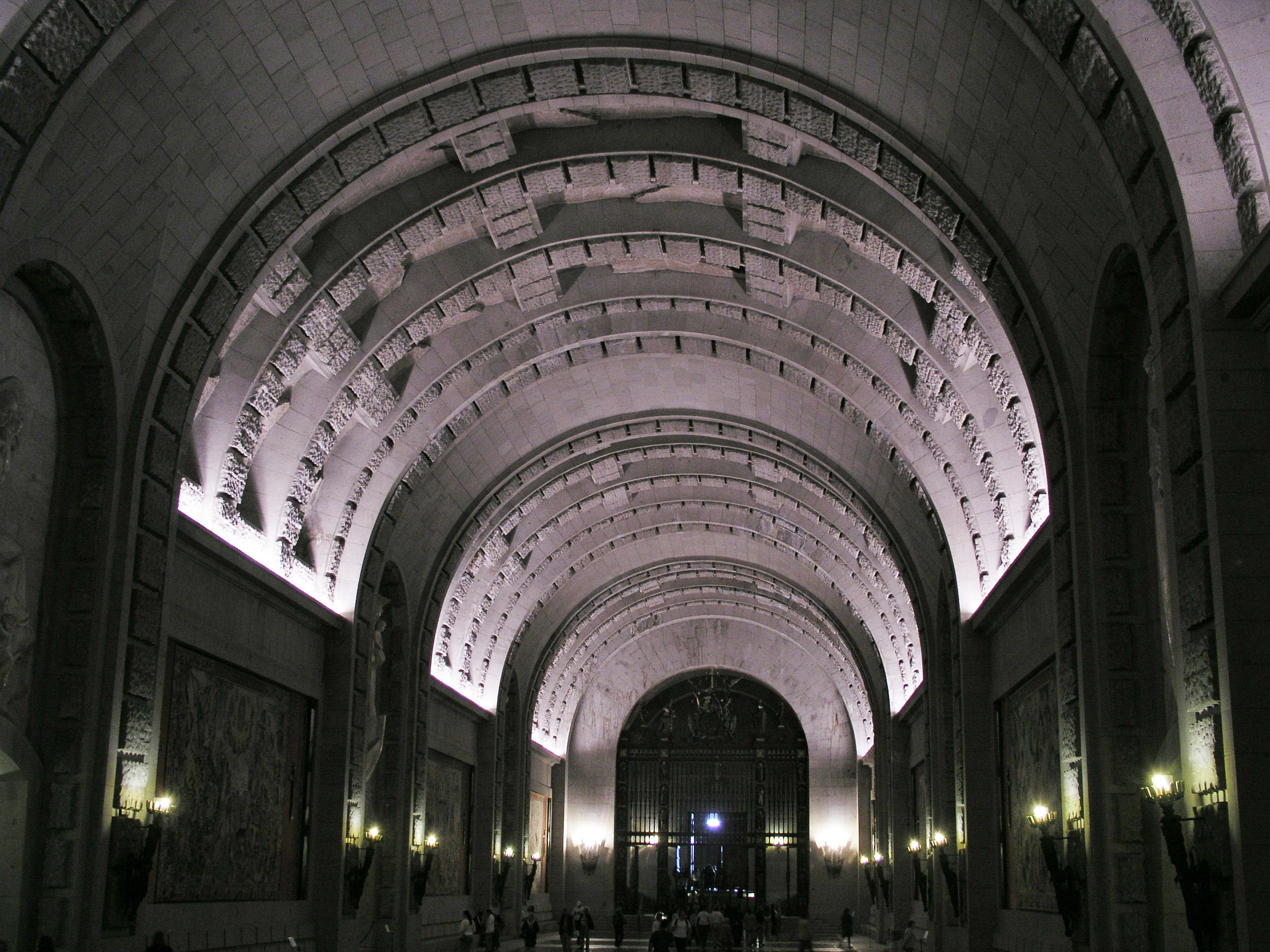
Nave Central da Cripta

Foi mandado erigir pelo ditador espanhol Francisco Franco, que, apesar de não ser uma vítima da Guerra Civil, estava enterrado no Vale juntamente com outros 33 872 combatentes nacionalistas da Guerra Civil. O corpo de Franco foi exumado após muitos anos de controvérsia daqueles que defendiam que Franco não deveria de estar sepultado neste cemitério porque não foi vítima da guerra civil espanhola.
Inclui uma basílica escavada dentro da rocha, na qual estão sepultados os mortos de ambos os lados que se enfrentaram na citada guerra. No mesmo complexo há uma biblioteca e uma abadia beneditina. Sobre a colina que se sobrepõe à basílica, encontra-se uma cruz monumental que pode ser acedida pelo Funicular do Vale dos Caídos.

## Exumação de Franco
A exumação de Franco passou a ter valor de lei em setembro de 2018, quando o Congresso dos Deputados aprovou uma alteração à Lei da Memória Histórica que permitisse a retirada dos restos mortais do ditador do Vale dos Caídos. O decreto-lei foi aprovado com 172 votos a favor (incluindo o PSOE, o Unidos Podemos e todos os partidos regionalistas, incluindo os independentistas catalães da ERC e do PDeCAT, entre outros), 164 abstenções (PP e Ciudadanos) e dois votos contra, de dois deputados do PP, que dizem ter votado assim por engano.
Em 10 de junho de 2019, após vários anos de pressão, o governo espanhol aceitou finalmente, que os restos mortais de Franco fossem retirados da sua campa para que os seus descendentes pudessem escolher qual o cemitério onde iram voltar a enterrar e dar o descanso final aos restos mortais de Franco. Foi uma das primeiras medidas a serem anunciadas pelo governo de Pedro Sánchez, pouco depois de ter tomado posse.
Seguiu-se uma batalha jurídica, que opôs o governo espanhol de Pedro Sánchez e a família do ditador, que se oponha à sua exumação ou que o corpo do ditador fosse transferido para a catedral de Almudena.
Em Setembro de 2019, o Tribunal Supremo espanhol não deu razão ao recurso interposto pela família de Franco, decidindo assim de forma definitiva que o corpo do antigo ditador deve ser exumado do Vale dos Caídos. A decisão foi tomada por unanimidade pelos seis juízes do Tribunal Supremo que apreciaram o recurso.
Em 11 de outubro de 2019, o governo espanhol decidiu transferir em 24 de outubro de 2019 o corpo do ex-ditador para um cemitério de El Pardo, nos arredores de Madrid. A exumação em 24 de Outubro de 2019, contou com a presença de 22 familiares, entre descendentes diretos, como netos e bisnetos, tal como os seus cônjuges. Além destes estiveram presentes os funcionários da funerária responsável pelos trabalhos de exumação e inumação, além da ministra da Justiça, Dolores Delgado, na qualidade de notária maior do Reino de Espanha.
A lápide que jazia sobre o caixão de Franco, com um peso aproximado de 1500 quilos, foi retirada às 11h47 locais. Apesar de o caixão estar em mau estado, os familiares escolheram ainda assim levá-lo em ombros até à saída da basílica. Essa foi a primeira vez desde 1975 que o caixão de Franco foi visto em público, ali captado pelas EFE e TVE, os únicos órgãos de comunicação social autorizados a estar no local. O caixão foi de seguida colocado num carro funerário.
A exumação foi feita com o "máximo de discrição e respeito possível", num ato estritamente privado, sem o acesso dos meios de comunicação. Para o governo espanhol, o corpo do ditador também não podia ser transferido para qualquer local onde houvesse a possibilidade de ser enaltecido ou homenageado.
Os seus restos mortais de Franco foram transladados para o cemitério de Mingorrubio, no bairro madrilenho de El Pardo.

## Controvérsia
O memorial é visto de duas maneiras muito diferentes:
- como monumento exemplar das grandes obras do ditador Francisco Franco e, até há pouco tempo, um ponto de encontro para os nostálgicos do franquismo;[5]
- como o monumento ligado à exaltação fascista, já que a sua construção foi feita quase na totalidade através da exploração forçada da mão de obra dos republicanos presos.

Apesar das fortes conotações e lembranças histórico-políticas, o monumento é regido como um cemitério, onde é proibido exprimir qualquer tipo de ideologia.